# Trattamento dell'informazione
Nella psicologia cognitiva, il trattamento dell'informazione (o elaborazione dell'informazione) è un approccio all'obiettivo di comprendere il pensiero umano che considera la cognizione come essenzialmente di natura computazionale, dove la mente è il software e il cervello l'hardware. 

## Storia
Il trattamento dell'informazione nacque negli anni quaranta e cinquanta, dopo la Seconda Guerra Mondiale. L'approccio di questa elaborazione delle informazioni in psicologia è strettamente legato alla teoria computazionale della mente in filosofia ed è anche legato al cognitivismo in psicologia e al funzionalismo in filosofia.

## Tipologia
Può essere sia verticale o orizzontale, ciascuna delle quali può essere centralizzata o decentralizzata. 
L’approccio dell’elaborazione distribuita orizzontalmente della metà degli anni ’80 divenne popolare sotto il nome di connessionismo. La rete connessionista (connessionismo) è composta da diversi nodi e funziona tramite un "effetto priming", e questo accade quando un "nodo primo attiva un nodo connesso". Ma a differenza delle reti semantiche, non è un singolo nodo ad avere un significato specifico, ma piuttosto la conoscenza è rappresentata in una combinazione di nodi diversamente attivati.